# Acroporium letestui
Acroporium letestui är en bladmossart som beskrevs av Potier de la Varde 1926. Acroporium letestui ingår i släktet Acroporium och familjen Sematophyllaceae. Inga underarter finns listade i Catalogue of Life.